# KfW
KfW Bankengruppe és un banc del govern alemany pel desenvolupament amb seu a Frankfurt i que va ser fundat el 16 de desembre de 1948 per Hermann Josef Abs, en el marc del Pla Marshall.
Les sigles KfW signifiquen Kreditanstalt für Wiederaufbau (al català, Institut de Crèdit per a la Reconstrucció o Banc de Crèdit per a la Reconstrucció).
Els objectius d'aquesta institució consisteixen en la realització de contractes públics com el foment a mitjanes empreses de recent fundació i el finançament de projectes d'infraestructura, tècniques d'estalvi d'electricitat i construcció d'habitatges. Altres activitats portades a terme pel KfW Bankgruppe són el finançament de crèdits de formació d'empreses i la cooperació al desenvolupament.

## Història
Va ser fundat el 16 de desembre de 1948 per Hermann Josef Abs y l'Otto Schniewind (cofundador) amb l'objectiu de finançar l'economia alemanya de postguerra sota el nom de Kreditanstalt für Wiederaufbau.
El capital inicial de KfW va procedir principalment dels recursos del Pla Marshall. El primer president del KfW va ser l'Otto Schniewind i el conseller delegat el Hermann Joseff Abs.
Des de la reunificació alemanya, els interessos del KfW es van centrar en l'enfortiment de l'economia de l'antiga Alemanya Oriental. El 2007, KfW es va convertir en el novè major banc d'Alemanya pel seu balanç d'aquell any, segons la revista econòmica alemanya Die Bank.